# Главное управление ЦК КПК
Главное управление ЦК КПК (кит. 中國共產黨中央委員會辦公廳, кит. 中共中央办公厅), или Канцелярия ЦК КПК — структурное подразделение Центрального комитета Коммунистической партии Китая, осуществляющее повседневное администрирование и документооборот ЦК и Политбюро. Находится в непосредственном подчинении высшего руководства КПК. Формально считается «технической» службой, реально играет важную роль в определении партийно-государственной политики.

## Функции
В задачи Главного управления ЦК КПК входит подготовка и распространение директив партийного руководства, надзор и контроль за их исполнением, внутренняя служебная документация, систематизация и архивирование информации для членов Политбюро и ЦК КПК, организация их совещаний и передвижений, обеспечение конфиденциальности и безопасности, подготовка законопроектов и речей руководителей, составление информационных сводок, охрана первых лиц и мероприятий с их участием.
Формально функции структуры не носят политического характера. Реально они напрямую связаны с принятием политических решений. Начальник Управления, как правило, является секретарём ЦК КПК или членом Политбюро.

Главное управление ЦК КПК. Формально — обслуга руководства, бумаги да скрепки. Реально — узел директив и назначений, диспетчерская партийной власти. Начальник этой канцелярии не обслуживал политический процесс, а формировал его. Нечто вроде «Общего отдела» ЦК КПСС, который при создании в 1920-м назывался куда откровеннее: «Секретно-оперативный».

Характерно, что в создании Управления принимал активное участие руководитель репрессивного аппарата КПК Кан Шэн.

## Руководители
Датой создания Главного управления ЦК КПК считается 11 августа 1948 года. Однако структура, организующая функционирование партийного руководства, существовала с 1942 под руководством Ли Фучуня. В 1945 его сменил Ян Шанкунь.
После учреждения Управления его руководителями являлись:
- Ян Шанкунь (1948—1965)

- Ван Дунсин (1965—1978)

- Яо Илинь (1978—1982)

- Ху Цили (1982—1983)

- Цяо Ши (1983—1984)

- Ван Чжаого (1984—1986)

- Вэнь Цзябао (1986—1993)

- Цзэн Цинхун (1993—1999)

- Ван Ган (1999—2007)

- Лин Цзихуа (2007—2012)

- Ли Чжаньшу (2012—2017)

- Дин Сюэсян (с 2017)

Как правило, руководители партийной канцелярии являлись доверенными лицами высших руководителей соответствующего периода — Мао Цзэдуна, Дэн Сяопина, Цзян Цзэминя, Ху Цзиньтао — и сторонниками и проводниками политического курса, проводимого на каждом этапе. Некоторое исключение в этом отношении составляли Ян Шанкунь (отстранённый и репрессированный в ходе Культурной революции), Ван Дунсин (причисленный к «Малой банде четырёх»), Яо Илинь (ориентированный в большей степени на более консервативного Чэнь Юня, нежели на реформатора Дэн Сяопина), Ли Чжаньшу (считавшийся представителем Ху Цзиньтао в окружении Си Цзиньпина).
Дин Сюэсян, назначенный начальником Главного управления ЦК КПК в октябре 2017, известен как ближайший помощник и делопроизводитель генерального секретаря ЦК КПК Си Цзиньпина. Это назначение было расценено в контексте укрепления единовластия Си Цзиньпина.

## Подразделения
В систему Главного управления ЦК КПК входят:
- несколько функционально разделённых секретариатов

- административное бюро

- управление делами

- отделы доставки и архивирования конфиденциальной документации

- служба связи и шифрования

- отдел кадров

- общественная приёмная

- бухгалтерия

- пресс-служба

- техническая лаборатория

- группа по обеспечению функционирования Мемориального зала Председателя Мао

- особое место занимает Центральное бюро безопасности КПК с охранным Отрядом 61889.